# よろずや平四郎活人剣
『よろずや平四郎活人剣』（よろずやへいしろうかつじんけん）は、藤沢周平作の日本の時代小説。1983年、文藝春秋から刊行され、のちに文庫化された。
1998年にNHKにて金曜時代劇『新・腕におぼえあり』のタイトルで、また、2007年にはテレビ東京にて『よろずや平四郎活人剣』のタイトルでそれぞれテレビドラマ化されている。

## 書誌情報
- 初出：『オール讀物』（文藝春秋）1980年10月号 - 1982年11月号
- 単行本：1983年、文藝春秋刊（上中下3分冊）
- 文庫：1985年、文春文庫 （上下2分冊）
  - 上：ISBN 978-4167192365
  - 下：ISBN 978-4167192372

## 概要
『よろずや平四郎活人剣』は、旗本神名家の冷や飯食い（次男以降の男子）である神名平四郎を主人公とした連作短編時代小説である。連作を繋げる縦の糸は、天保の改革・蛮社の獄を背景に、平四郎の兄で目付の神名監物と鳥居耀蔵の対立、および神名兄弟と鳥居配下の奥田伝之丞との争いである。また、平四郎の元許婚の消息の探求の物語も、同時に縦の糸としての役割を持つ。
本作品は、友人の明石半太夫・北見十蔵と剣術道場を共同経営しようとした平四郎が、明石にだまされてやむを得ず長屋に移り住むことになったことから話が始まる。長屋に「よろずもめごと仲裁つかまつり候」の看板を掲げ、平四郎が離縁話の仲裁や盗人仲間の手打ちなど「よろずもめごと仲裁」を行う様子が各話で描かれる。
道場の共同経営をするはずだった明石半太夫・北見十蔵はその後もしばしば脇役として登場し、時には平四郎とともに剣を取って戦う。

## 時代背景
天保12年（1841年）の8月頃から天保14年閏9月13日の夕刻までの期間を描いている。老中水野忠邦が天保の改革を行い、失脚するまでの時期である。改革によって生じた社会の混乱や、水野派と反水野派の政争が、本作で描かれるエピソードの背景の1つとなっている。

## 主な登場人物

### 主人公
神名平四郎（かんなへいしろう）
幕府目付神名監物の腹違いの末弟。24歳。
雲弘流矢部道場では次席に位置する高弟。父が下婢に手を出して生まれた子であるため、神名家ではずっと冷遇されてきたということもあり、明石、北見と共に新しく道場を開設するという計画が持ち上がった時に、すぐに話に乗って実家を出た。しかし、明石が共同出資した金を持ち逃げしたために計画が頓挫してしまう。
現在は、一人暮らしの長屋の部屋に、「よろずもめごと仲裁つかまつり候」という看板を掲げて、糊口を凌いでいる。仲裁屋家業は、たまに大口の依頼が入ることもあるが、持ち前の優しさや正義感から、利益にならないどころか足が出るような依頼も受けることがあり、1人が食べていくのがやっとというところである。
元許嫁の早苗の消息を5年ぶりにつかんだが、すでに人妻となっていたために、最初は遠くから眺めるだけであった。しかし、彼女が置かれている境遇が明らかになっていくに従って、何とかしてやりたいという思いが募っていく。

### ヒロイン
菱沼早苗
300石の旗本である塚原の娘。平四郎の5歳年下の許嫁であり、平四郎も早苗が14歳の時に会ったことがある。しかし、その年、本家の罪に連座して塚原家が取りつぶされ、婚約は解消となった。それが原因で、平四郎の行状が一時荒れたことがある。
その後5年間は平四郎も行方を知らなかったが、里尾が墓参の帰りに姿を見かけたことから、早苗が現在置かれている境遇が次第に明らかになっていく。早苗は、親が御家人の菱沼惣兵衛に借りた200両が500両にふくれあがって返せなくなり、借金のかたに惣兵衛の妻となっていた。
惣兵衛が南町奉行鳥居耀蔵にこれまでの行状をとがめられ、金貸しで儲けた財産や証文を没収されてしまったことを知った早苗は、ある重大な決意をする。

### 神名家
神名監物
知行1000石の旗本で目付。平四郎の腹違いの兄であり、家督を継ぐ前の名は万之助。
同じ目付、後に南町奉行になった鳥居耀蔵と対立する一派に属しており、しばしば平四郎に探索の手伝いや護衛を命じる。その任務は危険が伴う上、ほとんどただ働きのため、平四郎は不満を抱いているが、もちろん逆らえない。
里尾
監物の妻で、42歳。子が3人いる。
早くに母を亡くした平四郎にとっては、幼い頃は母親代わりだった。妾腹故に厄介者扱いされがちな平四郎に対して、昔も今も温かく接してくれている。
まさ
平四郎の実母。出入り商人の口利きで神名家に台所働きの下婢として奉公に上がったが、先代の監物が晩年の半中気の身で手をつけ、平四郎を産んだ。その後体を壊して実家に戻され、病死した。
槙野
女中の老女格。下婢の子である平四郎のことは快く思っておらず、里尾が平四郎に小遣いを与えようとすると邪魔をする。
嘉助
下男。20歳前に先々代の神名家に奉公に入り、今では70に近い年齢。嘉助は平四郎の母を哀れに思い、平四郎のことも心配してくれている。
おふく
台所婆さん。平四郎が16歳か17歳の時、母まさのことを教えてくれた。まさはおふくの下で働いていたためか、娘のように感じていたようで、平四郎のことも心配してくれている。
岸井新六
若党。監物が外出する際はよく供をする。
間坂彦内
用人。
勝之助
平四郎の兄の1人で三男。妾腹だが、平四郎と違って母親の身元がしっかりしているため、神名家ではそれなりの扱いを受け、天保10年（1839年）にしかるべき家に婿入りしている。
他の兄弟
勝之助の他に、他家に養子に出された兄が少なくとももう1人おり、婚約が解消されて一時行状が荒れていた平四郎をなじったが、人数も名も不明。平四郎が末弟なので弟はいない。姉妹については、いるかいないかも含めて記されていない。

### 友人とその家族
明石半太夫
平四郎が共に道場を開こうとした友人の1人。肥後出身で、物語開始時点の15年前に浪人となり、矢部道場に時折出入りして稽古をつける賓客待遇となって、平四郎らと出会った。後に妻子を連れて道場に住み込んだ。
39歳で、3人の中では最も風采が良く、他の2人にも道場の大家にも代表者格として認められていた。しかし、平四郎と北見が共同出資した金を持って夜逃げした。後に、南本所に住んでいるところを突き止められたが、のらりくらりとかわして、金を返そうとしない。
夜逃げ後、麹町にある直心流道場の筒井三斎に取り入って、道場の経営を手伝うようになった。しかし、出入りの商人から賄賂を取っていたのがばれて、門弟たちから批判され、疎外されているらしい。
北見十蔵
平四郎が共に道場を開こうとした友人の1人。30歳。元は仙台藩士だったが、物語開始時点の3年前に浪人となり、江戸に出てきた。雲弘流の元になった弘流を学んでおり、その縁で矢部道場に出入りするようになって平四郎らと出会った。
夜逃げした明石に対して、妻子持ち故の事情があったのだろうと発言するなど、平四郎には人が良すぎるように見える。
紺屋町糸屋の隠居所だった離れを借りて、そこで寺子屋の師匠もやっている。達筆で、平四郎の仲裁屋の看板も北見が書いた。教え子の母親たちからの受けもよく、交代で料理や掃除の手伝いをしに来てらもっている。
仙台にいた時、塚原家に婿に入って嫡男をもうけたが、上司が起こした不正事件に巻き込まれ、累が及ぶのを恐れた塚原家の親戚一同に強いられて離縁し、江戸に出てきた。
明石の妻
平四郎よりも1、2歳年下。昔は水茶屋で働いていた町娘という出自のせいか、愛嬌があって世話好き。明石とも水茶屋で出会った。
夫が平四郎と北見の金を着服したことを、彼女は知らない。そのため、平四郎が訪ねて行っても、明石は家に上げるのを極度に恐れている。
塚原高江
北見の妻。北見は婿として塚原家に入った。形式上は離婚して夫婦ではないが、それは塚原の親戚一同に強いられたものであり、今も北見を慕っている。
江戸で暮らす北見を訪ねてきた時、平四郎も会っていて、品がよい女性という印象を持った。2度目に訪ねてきた時には、一人息子の保之助を伴ってきた。
保之助が成長して嫁を迎えたら、国元を離れて北見と暮らすつもりでいる。
塚原保之助
北見の一人息子。天保14年時点でまだ8歳だが、塚原家50石の現在の当主である。
伊部金之助
矢部道場の仲間。平四郎が、早苗の居場所を探って欲しいと依頼した。その後も、早苗に関する調査を依頼している。酒好きで、しかもひどい泣き上戸。

### 水野・鳥居勢力
水野忠邦
実在の人物。老中首座として天保の改革を断行した。徹底した質素倹約こそ、幕府の財政再建と旗本・御家人の生活安定に必要だと信じており、過激な奢侈禁止や商家への締め付けを行った。それにより、商人たちが離散し、江戸の町がさびれてもかまわないとさえ公言している。その理想を実現するために、鳥居耀蔵らを重用した。
しかし、商人たちが改革に嫌気をさして店をたたむことで、かえって物価が上昇するという矛盾が生じ、さらに天保14年（1843年）、江戸・畿内周辺に対して上知令を断行しようとしたところ、多くの大名・旗本の反対に遭い、鳥居ら腹心の裏切りもあって失脚した。
史実については、水野忠邦のページを参照。
鳥居耀蔵（ようぞう）
実在の人物。老中首座・水野忠邦の懐刀として、天保の改革の実行に力を尽くした。
蘭学嫌いであり、目付時代の天保10年5月には、渡辺崋山や高野長英ら尚歯会（蛮社）の蘭学者たちに弾圧を加えた（いわゆる蛮社の獄）。高野長英が獄中で書いたとされる「蛮社遭厄小記」を巡って、監物や平四郎と暗闘を繰り返した。
南町奉行だった矢部定謙を讒言によって失脚させて後任に座ると、厳しい取り締まりを行って市民生活を締め付けたため、耀蔵という通称と甲斐守という官位をもじって「ようかい」（妖怪）と呼ばれ、恐れられた。また、本来目付配下の御小人目付の職掌である御家人への監察も行い、早苗の夫である菱沼惣兵衛も金貸しによって得た財産や証文を没収された。
勘定奉行兼任となった後、水野が上知令問題で躓き求心力を失ったと判断すると、裏切って反水野派の盟主である土井利位に水野の機密資料を残らず提供し、保身を計った。
史実については、鳥居耀蔵のページを参照。
奥田伝之丞
目付時代の鳥居耀蔵配下の御小人目付。元は黒鍬者である。すさまじい居合いを遣い、対立する監物配下の御小人目付である樫村喜左衛門の手下2人を惨殺した。
鳥居が南町奉行となって後も手足となって働き（もちろん、町奉行である鳥居が、目付配下の奥田を使うのは越権行為である）、市中取締まりの指揮を執っている。鳥居と対立する監物にとって、奥田は非常に危険な存在であるため、平四郎もいずれ奥田と決着を付ける時が来ることを覚悟している。

### 反水野・鳥居勢力
堀田正篤
実在の人物で、老中。蘭学の徒であり、開国派でもあった堀田は、蛮社の高野長英が書いた「蛮社遭厄小記」を、鳥居耀蔵に先んじて手に入れるよう監物と平四郎に命じた。
史実については、堀田正睦のページを参照。
筒井伊賀守
先の南町奉行。蛮社に属する下曽根信敦の父親で、「蛮社遭厄小記」が鳥居耀蔵の手に落ちれば蘭学の徒は根こそぎ検束され、高野長英や渡辺崋山らは極刑を命ぜられるだろうと憂慮している。そのため、元の配下を使って本の行方を追わせた。
史実については、筒井政憲のページを参照。
遠山景元
実在の人物。テレビ時代劇『遠山の金さん』のモデル。
北町奉行。行き過ぎた奢侈禁止や、株仲間の解散など、急激すぎてかえって人々の暮らしを圧迫する天保の改革に対しては批判的である。そのため、水野忠邦と鳥居耀蔵によって、一時差し控えを命ぜられ、さらに、天保14年2月には、地位は高いが閑職である大目付へと追いやられた。
監物は、遠山が一般民衆の気持ちを良く理解していると評価している。
史実については、遠山景元のページを参照。
矢部定謙（さだのり）
実在の人物。南町奉行だったが、北町奉行の遠山同様、天保の改革に対しては批判的であったため、失脚して鳥居耀蔵にその座を奪われた。
史実については、矢部定謙のページを参照。
樫村喜左衛門
監物の配下で、御小人目付。高野長英から「蛮社遭厄小記」を預かったとされる田島耕作の身柄を確保する任務を受けており、平四郎も兄の命によりその仕事を手伝った。一見のんびりしているようだが、滅多なことには動じない肝の太さと辛抱強さを身につけている。剣もなかなかの遣い手。
仙吉
樫村が使っている手下の1人。探索の腕を見込んで、平四郎も何度か自分の仲裁屋の仕事を手伝ってもらったことがある。5歳と2歳の子どもがいる。
六兵衛、峯蔵、長助
樫村が使っている手下。
土井利位（としつら）
老中。反水野派の中心人物として活躍する。水野忠邦が江戸・畿内周辺に対して上知令を断行しようとした際、鳥居耀蔵の裏切りを誘い、水野を辞任に追い込んだ。
史実については、土井利位のページを参照。

### 平四郎の長屋
吉兵衛
平四郎が住む村松町の与助店（1部屋4畳半プラス3畳の長屋）を差配する大家。
三造・およし
夫は駕籠かき。裏店名物の激烈な夫婦喧嘩を繰り返している。仲裁屋の看板を掲げたばかりの平四郎は、2人の喧嘩を仲裁したが、仲裁料を取ろうとして失敗した。
4歳くらいの娘がいるが、天保13年（1842年）の春にもう1人生まれた。
夫婦喧嘩をしていない時のおよしはとても人が良く、平四郎が捨て子を拾ってきたときには、快く乳を与え、よかったら面倒を見ようかとも言ってくれた。
お六
30代の女。亭主は左官の下職をしている働き者だが、お六は一日中おしゃべりをしている。子が2人いるが放ったらかしである。
徳平・おくま
隣の部屋の夫婦。夫は叩き大工（あまり高度な技量を必要としない仕事しか任されない大工）で、50歳近い。2人とも無類の好人物である。
おとり
祈祷師の妻。

### その他
矢部三左衛門
芝露月町の裏通りにある、雲弘流の剣術道場を開いており、大変繁盛している。平四郎たちの道場開設が失敗したのは、まさか明石の資金着服のせいだとは思いもよらず、弟子が集まらなかったせいだと思っている。
高野長英
実在の人物。鳥居耀蔵の蛮社に対する弾圧により投獄され、牢内で「蛮社遭厄小記」という本を書いて肉親に送った。その内容は問題のないものだったが、本作品では高野は同じ題名の本をもう1冊書いており、そこには鳥居の弾圧に対する痛烈な批判と、遠大な対外政策が書かれていた。それを知った鳥居と、鳥居と対立する老中の堀田の命を受けた神名監物・平四郎兄弟は、それぞれその書を求めて暗闘を繰り返すことになる。
史実については、高野長英のページを参照。
田島耕作
高野長英の弟子で、「蛮社遭厄小記」を預かった人物。鳥居耀蔵と彼に対抗する監物が、田島の身柄の確保を目指して暗闘しており、平四郎もたびたびその手伝いをさせられた。
桝六
平四郎が臼杵屋徳兵衛から依頼された仕事で交渉した、相手方の代理人。人の頼み事を引き受けて始末をつける仕事をしている。その点は平四郎の仲裁屋と同じだが、やっていることは悪人たちの代弁であり、かなり悪辣なこともしているらしい。面長で小柄でしわだらけの年寄りだが、脅し文句には凄味がある。
平四郎とは、別の事件でも顔を合わせることになる。
菱沼惣兵衛
早苗の夫。42歳。御書物同心で30俵2人扶持の御家人だが、高利貸しをしていて内証は豊かである。早苗の実家である塚原家が取りつぶされた後、200両の金を貸した。利息が膨らんで借金が500両となった時、借金のかたに早苗を妻に迎えた。
鳥居耀蔵にその行状をとがめられ、役を解かれたばかりか、金貸しで儲けた財産や証文を没収される。

## 各話のあらすじ

### 上巻
1.辻斬り
平四郎や北見と共に道場を開く予定だった明石が、金を持って夜逃げしてしまった。途方に暮れた平四郎は、仲裁家業を始める。そんなとき、兄の監物が長屋を訪れ、旗本窪井小左衛門が、辻斬りを働いていると告げ、将軍家の血筋が混じっている家系故に公に罪に問うことはできないため、力づくでやめさせるよう命じた。しかし、小左衛門は無形流居合の名手だった。
2.浮気妻
北見が明石の居所をつかんだと聞いた平四郎は、さっそく会いに行く。あれこれ嘘を並べてその場を逃れようとした明石だが、平四郎の仲裁家業のことを聞いて、客を1人紹介してくれる。それは、浮気の相手である男に金を脅し取られている、南本所石原町の紙商市毛屋のおかみ、おこうだった。
3.盗む子ども
妻子を亡くして生きる希望を失っていた老人、伊兵衛は、家に子どもがいれば張り合いがあるだろうと、北見を通じて平四郎に、ふさわしい子を紹介してくれるよう依頼した。ところが、平四郎が連れてきた竹蔵という子には、万引きの癖があった。
4.逃げる浪人
戸田勘十郎という浪人が平四郎の長屋を訪ねてきて、自分は敵持ちだと告白した。そして、討手である古沢武左衛門を返り討ちにするのは易しいが、古沢の老母をこれ以上悲しませたくないし、自分にも将来を約束した女ができたので、平四郎が武左衛門と談合し、敵討ちをあきらめさせて欲しいと依頼した。
5.亡霊
佐久間町の糸問屋、臼杵屋徳兵衛の依頼は、脅迫事件の解決だった。徳兵衛を脅していたのは3人の男で、25年前に呉服屋から200両を盗み出した5人組の盗賊の生き残りであって、徳兵衛もその仲間の1人だったという。
6.女難
浮気の後始末をしてやった市毛屋のおこうが、友だちのおたかをつれてやってきた。妾狂いをしている夫長兵衛と妾を別れさせて欲しいというのである。平四郎は妾のおきぬを手切れ金によって納得させたが、問題は相撲取りのような体格の長兵衛をどう納得させるかだった。
7.子攫い
北見の寺子屋の教え子が誘拐され、身代金200両を要求された。平四郎は北見と共に身代金の受け渡しの場に赴いて、子どもを無事に取り戻すことになった。ところが、親である小原屋郷右衛門と面会した平四郎は、どうやらこの事件は身代金目的の犯罪ではなさそうだという感触を得る。
8.娘ごころ
天保12年の年末。近所の煮豆屋の娘おとしが、首をくくろうと図って未遂に終わった。自殺企図の理由は、好き合った長崎屋の若旦那が、親の勧めを断れずに嫁を迎えることになったからだと知った平四郎は、煮豆丼1杯という報酬でその始末を付けることを約束する。
9.離縁のぞみ
高砂町の竹皮問屋粟野屋のおかみ、おとわが平四郎を訪ねてきて、夫である角左右衛門と離縁したいと語った。夫はおとわの話を聞こうともせず、かえって暴力をふるうという。
10.伝授の剣
明石半太夫が珍しく訪ねてきて、彼が経営の手伝いをしている筒井道場の日田孫之丞という高弟が、このたび秘伝の風切ノ太刀を授けられることになったが、それを喜ばない先輩の埴生康之介が不穏な動きをする恐れがあるという。それで、日田が仕える藩からの依頼ということで、埴生と交渉して丸く収めてもらいたいと語った。
11.道楽息子
本銀町1丁目の竹皮問屋、橘屋甚兵衛は、道楽息子の庄次郎を家から追い出した。庄次郎は家を出た後に、女郎上がりだというおもんと所帯を持ったが、いつか息子が改心して戻ってきてくれることを願っている甚兵衛は、二人を別れさせてくれと平四郎に願った。
12.一匹狼
東両国の料理屋あづま屋のおかみおこまは、幼なじみの吉次が妻と死に別れ、幼い子どもたちを抱えながら、借金の取り立てという危ない仕事をしているのが心配で、彼を奉公人として雇ってやりたいという。しかし、説得に向かった平四郎に、吉次は「女の世話にはならねえ」と答えた。

### 下巻
1.消えた娘
監物の護衛をしていた平四郎は、末広河岸で「娘を帰せ」と怒鳴って暴れ、人足たちに乱暴されている老婆おとらを助けた。後日、おとらが訪ねてきて、孫娘のきえが姿を消したので探し回っていると言った。平四郎はきえ探しを手伝ってやることにした。
2.嫉妬
北見の家からの帰り、平四郎は女の赤ん坊を拾った。長屋の女たちの助けを借りながら親探しを始めたものの、さっぱり手がかりが見つからない。赤ん坊を拾って3日目、平四郎が留守の間に若い武士が現れ、平四郎の部屋を家捜しして、「赤ん坊はどこだ」と女たちを脅す事件が起こった。
3.過去の男
17歳のおあきには、夫婦約束をした喜太郎という男がいるが、最近おあきを避けている様子で、夜も出歩いていつも留守だという。平四郎は、喜太郎の行状を調べ、もし女がいるようであれば説教して別れさせることを約束した。しかし、喜太郎は浮気ではなく、もっと危険なことをしていたのである。
4.密通
掘留2丁目で染種問屋を営む美濃屋八兵衛は、妻を亡くして奥向きをやりくりする者がいなくなって困っていたとき、昔女中をやっていたおくまを呼び戻して頼りにした。ところが、酔って帰った時に人妻であるおくまと間違いを起こし、それを種に夫である徳五郎に脅されていた。平四郎は美人局かと疑ったが、徳五郎は妙におくまのことを恐れていると感じる。
5.家出女房
煮しめ屋のおちかが、長屋の隣の部屋に住む大工の芳次郎のことで相談にやってきた。女房に逃げられ、2人の子どもを抱えてぼんやりと日を過ごしていて、見かねたおちかが芳次郎一家の世話をしているという。平四郎は、逃げた女房おきちを説得して、元の鞘に戻すという依頼を受けた。調べてみると、おきちの周辺には博奕打ちの男がいるようだった。
6.走る男
平四郎は、小間物問屋小花屋手代の清吉が、鑿を握った檜物職人熊五郎に追いかけられているところに出くわす。熊五郎によれば、女房のおよしが清吉との密通を白状したという。ひとまずその場を分けた平四郎は、無実だと訴える清吉の潔白を晴らすこととなった。
7.逆転
富沢町で古着商を営む手嶋屋彦六が、夫婦喧嘩の仲裁を願ってきた。行商から始めてようやく店を構え、そろそろ外回りの仕事を辞めて店の帳場に座りたいと思ったが、女房のおうらが帳場を譲ろうとせず、喧嘩のたびに暴力をふるうという。
8.襲う蛇
北国某藩の江戸留守居役の宮内喜平は、この1ヶ月ばかり浪人が後をつけてきて困っているという。やめるよう抗議しても、人を喰った返事しかしない。そこで、平四郎に談判してもらいたいという依頼をしてきた。
9.暁の決闘
明石が訪ねてきて、北見の家に妻と息子が来ているということと、どうやら近々北見が果たし合いをやるつもりだが、詳しいことを話そうとしないと告げた。平四郎は、息子が美人局に引っかかって脅されているという山城屋善助からの依頼をこなしながら、北見から事情を聞き出そうとしていた。
10.浮草の女
雉子町で雪駄屋を営む筑波屋の娘なみによれば、半年ほど前から、父親の弥助が飲み屋の女の所に通い、すでに200両を超える金を使っているという。なみの頼みで調べを始めた平四郎は、その女の背後に男がいることを突き止め、弥助を説得にかかったが、弥助は思わぬことを言い始めた。
11.宿敵
平四郎は、水野老中に対する反対の声が高まっていく中、鳥居が水野を裏切りにかかっているという話を監物から聞かされ、驚いた。過去を知る男から脅されているという桔梗屋小兵衛のために、相手の男と交渉しながら、監物の護衛も務めていた平四郎は、突然黒い影が監物に斬りかかったのを見た。
12.燃える落日
平四郎たちは、ついに念願の道場を手に入れた。道場開きはまだ先のことだったが、道場で内輪の祝いが催された。そして、平四郎が長屋に戻ってみると、思わぬ人が彼の帰りを待っていた。

## 雲弘流
雲弘流は、元仙台藩士井鳥巨雲が、仙台に伝わる弘流を元にして創設した剣術流派。
正統は江戸に伝わっているが、巨雲の子五郎右衛門は細川藩に仕えたため、肥後にも伝わっている。肥後浪人の明石や仙台浪人の北見が、雲弘流の矢部道場に出入りしたのはそのため。
平四郎が修行した雲弘流矢部道場には、斬撃を受け止めながら体をひねり、相手の剣を巻き取る「陰ノ車」、左右に小刻みに足を移し、相打ちの型の中に活を求める「飛鳥」などの技がある。

## テレビドラマ

### NHK『新・腕におぼえあり〜よろずや平四郎活人剣〜』
NHK総合の金曜時代劇の枠で放送された。全24回。
蛮社の獄で収監された高野長英が、伝馬町牢屋敷の実情を記した「獄中記」。内容が市中に漏れれば大問題となるこの記録を巡って、神名監物・平四郎兄弟と奥田伝之丞の間で争奪戦が繰り広げられる。

#### 放送時間
- 1998年9月11日 - 1999年3月12日　金曜20:00 - 20:45

#### キャスト
- 神名平四郎：高嶋政伸
- 明石半太夫：村田雄浩
- 北見十蔵：松重豊
- 奥田伝之丞（菱沼惣兵衛）[10]：榎木孝明
- 神名監物：段田安則
- 神名里尾：原田美枝子
- 神名万之助：守屋太一朗
- 仙吉：宇津井健
- おとし：有坂来瞳
- 与助：坂上二郎
- 鵺の枡六：大滝秀治
- 早苗：羽田美智子
- 間坂彦内：真実一路
- おそよ：今村恵子
- お六：樹原ゆり
- 三造：大堀こういち
- およし：俵山栄子
- おふく：川俣しのぶ
- おかね：松本じゅん

##### ゲスト出演者
第1回「辻斬り」
- 窪井小左衛門：辻輝猛

第2回「浮気妻」
- おこう：川島なお美（第1回終盤にも登場、メインゲストとしての出演は第2回。）
- 若狭屋の枡蔵：嶋大輔

第3回「亡霊」
- 田原屋徳兵衛：小野武彦
- 弥之助：平泉成

第4回「子さらい」
- 友次郎：高知東生
- 備前屋郷右衛門：井上高志

第5回「逃げる浪人」
- 戸田勘十郎：三浦浩一
- おふじ：杉田かおる

第6回「娘ごころ」
- 湯江健幸
- 片桐由葵
- 大林丈史

第7回「伝授の剣」
- 宮坂ひろし
- 須藤正裕

第8回「盗む子供」
- お網：芦川よしみ
- 常盤祐貴

第9回「兄弟」
- 長兵衛：ベンガル
- 弥兵衛：上杉祥三
- おきぬ：小林麻子

第10回「一匹狼」
- おこま：麻乃佳世
- 吉次：西村和彦

第11回「消えた娘」
- おとら：今井和子
- 佐兵衛：冷泉公裕
- きえ：大越史歩
- 文次郎：山中聡

第12回「道楽息子」
- 小牧屋甚兵衛：頭師孝雄
- おもん：川上麻衣子
- 庄次郎：小林正寛

第13回「密通」
- 高江：原田貴和子
- 徳五郎：林和義
- おくま：若林しほ

第14回「暁の決闘」
- おくみ：三原順子
- 山城屋善助：久保晶

第15回「家出女房」
- 芳次郎：阿藤海
- おきち：筒井真理子
- 長吉：小沢和義

第16回「嫉妬」
- 御園：真行寺君枝
- くみ：早勢美里
- 間瀬仲之進：鶴岡大二郎

第17回「間男」
- 清助：彦摩呂

第18回「襲う蛇」
- 戌井勘十郎：若松武史
- 宮内喜平：河原崎建三

第19回「夫婦」
- 手島屋彦六：徳井優
- おうら：大島蓉子
- おてる：初瀬かおる

第20回「浮草の女」
- おまつ：宮下順子
- 筑波屋彌助：坂本あきら
- おなみ：尾上紫
- 作蔵：松山鷹志

第21回「過去」
- おあき：粟田麗
- 喜多郎：遠藤雅
- 鮫島屋長兵衛：鶴田忍
- 嘉助：清水宏

第22回「果たし合い」
- 橘屋角左衛門：斉木しげる
- おとわ：斉藤林子
- おひさ：前田昌代
- 枡六の女：品川景子

第23回「宿敵」
- 勘七：西岡徳馬
- 小兵衛：北見敏之
- おはつ：木村理恵

最終回「燃える暁」
- 結城：大橋吾郎

#### 主題歌
- IZAM『瞳閉じて』（第6回までと第7回以降では音源が異なる。）

#### 放送日・サブタイトル ・原作
| 各回   | 放送日         | サブタイトル | 原作話数・原作     |
| ------ | -------------- | ------------ | ------------------ |
| 第1回  | 1998年9月11日  | 辻斬り       | 第1話・辻斬り      |
| 第2回  | 1998年9月18日  | 浮気妻       | 第2話・浮気妻      |
| 第3回  | 1998年9月25日  | 亡霊         | 第5話・亡霊        |
| 第4回  | 1998年10月2日  | 子さらい     | 第7話・子攫い      |
| 第5回  | 1998年10月9日  | 逃げる浪人   | 第4話・逃げる浪人  |
| 第6回  | 1998年10月16日 | 娘ごころ     | 第8話・娘ごころ    |
| 第7回  | 1998年10月23日 | 伝授の剣     | 第10話・伝授の剣   |
| 第8回  | 1998年10月30日 | 盗む子供     | 第3話・盗む子供    |
| 第9回  | 1998年11月6日  | 兄弟         | 第6話・女難        |
| 第10回 | 1998年11月13日 | 一匹狼       | 第12話・一匹狼     |
| 第11回 | 1998年11月20日 | 消えた娘     | 第13話・消えた娘   |
| 第12回 | 1998年11月27日 | 道楽息子     | 第11話・道楽息子   |
| 第13回 | 1998年12月11日 | 密通         | 第16話・密通       |
| 第14回 | 1998年12月18日 | 暁の決闘     | 第21話・暁の決闘   |
| 第15回 | 1999年1月8日   | 家出女房     | 第17話・家出女房   |
| 第16回 | 1999年1月15日  | 嫉妬         | 第14話・嫉妬       |
| 第17回 | 1999年1月22日  | 間男         | 第18話・走る男     |
| 第18回 | 1999年1月29日  | 襲う蛇       | 第20話・襲う蛇     |
| 第19回 | 1999年2月5日   | 夫婦         | 第19話・逆転       |
| 第20回 | 1999年2月12日  | 浮草の女     | 第22話・浮草の女   |
| 第21回 | 1999年2月19日  | 過去         | 第15話・過去の男   |
| 第22回 | 1999年2月26日  | 果たし合い   | 第9話・離縁のぞみ  |
| 第23回 | 1999年3月5日   | 宿敵         | 第23話・宿敵       |
| 最終回 | 1999年3月12日  | 燃える暁     | 第24話・燃える落日 |

### テレビ東京『よろずや平四郎活人剣』
2007年4月20日から2007年6月15日まで放送。「藤沢周平時代劇」のタイトルが付き、制作には松竹があたる。全8回。第1回と最終回は2時間スペシャルでの放送（時差ネット局では第1回と最終回について前後編に分割され、放送は10週分となる）。

#### キャスト
- 神名平四郎：中村俊介
- 北見十蔵：山田純大
- 明石半太夫：益岡徹
- 神名監物：内藤剛志
- 神名里尾：田中好子
- 早苗：北川弘美
- 仙吉：石井英明
- 与之平：木下ほうか
- 三造：本城丸裕
- 三造の妻：大島蓉子
- 嘉助：河原さぶ
- 樫村喜左衛門：伊藤洋三郎
- 奥田伝之丞：福本清三
- 菱沼惣兵衛：石丸謙二郎
- 桝六：石橋蓮司
- りく：西本利久
- 鳥居耀蔵：本田博太郎
- 水野忠邦：西田健
- 堀田正篤：中原丈雄
- ナレーター：多賀勝一

##### ゲスト出演者
第1話「辻斬り」
- おてる：大路恵美
- 粟野屋おとわ：床嶋佳子
- 粟野屋角左衛門：渡辺哲
- 美栞了（第3話にも出演）

第2話「逃げる浪人」
- 戸田勘十郎：平田満
- 古沢武左衛門：佐戸井けん太
- 伊部金之助：井之上チャル
- おふじ：山下容莉枝
- 寺田重兵衛：谷口高史

第3話「道楽息子」
- 橘屋甚兵衛：田山涼成
- おもん：星野真里
- 庄次郎：蟹江一平
- 田島の娘：久保有彩佳

第4話「亡霊」
- 臼杵屋徳兵衛：金田明夫

第5話「一匹狼」
- おこま：有森也実
- 吉次：遠藤憲一
- おはる：野村美緒
- 中田浩二

第6話「暁の決闘」
- 野瀬金十郎：斎藤歩
- 塚原保之助：河本竜志
- 万之助：谷口知輝
- 山城屋善助：丸岡奨詞
- 高江：高橋かおり
- おくみ：江口ナオ
- 小柳兵庫：栗塚旭

第7話「浮草の女」
- なみ：水橋貴己
- おまつ：芦川よしみ
- 弥助：火野正平
- 作蔵：浜田学

最終話「燃える落日」
- おはつ：南野陽子
- 小兵衛：神保悟志
- 勘七：高橋長英
- 上杉祥三
- 土井利位：森下哲夫

#### ネット局・放送時間
| 放送対象地域   | 放送局                      | 系列           | 放送期間                       | 放送曜日・時間           | 放送日の遅れ |
| -------------- | --------------------------- | -------------- | ------------------------------ | ------------------------ | ------------ |
| 関東広域圏     | テレビ東京（TX） （製作局） | テレビ東京系列 | 2007年4月20日 - 2007年6月15日  | 金曜20:00 - 20:54        | ---          |
| 北海道         | テレビ北海道（TVh）         | テレビ東京系列 | 2007年4月20日 - 2007年6月15日  | 金曜20:00 - 20:54        | ---          |
| 愛知県         | テレビ愛知（TVA）           | テレビ東京系列 | 2007年4月20日 - 2007年6月15日  | 金曜20:00 - 20:54        | ---          |
| 大阪府         | テレビ大阪（TVO）           | テレビ東京系列 | 2007年4月20日 - 2007年6月15日  | 金曜20:00 - 20:54        | ---          |
| 岡山県・香川県 | テレビせとうち（TSC）       | テレビ東京系列 | 2007年4月20日 - 2007年6月15日  | 金曜20:00 - 20:54        | ---          |
| 福岡県         | TVQ九州放送（TVQ）          | テレビ東京系列 | 2007年4月20日 - 2007年6月15日  | 金曜20:00 - 20:54        | ---          |
| 岐阜県         | 岐阜放送（GBS）             | 独立UHF局      | 2007年4月20日 - 2007年6月15日  | 金曜20:00 - 20:54        | ---          |
| 奈良県         | 奈良テレビ（TVN）           | 独立UHF局      | 2007年4月20日 - 2007年6月15日  | 金曜20:00 - 20:54        | ---          |
| 和歌山県       | テレビ和歌山（WTV）         | 独立UHF局      | 2007年4月20日 - 2007年6月15日  | 金曜20:00 - 20:54        | ---          |
| 滋賀県         | びわ湖放送（BBC）           | 独立UHF局      | 2007年5月4日 -                 | 金曜20:00 - 20:54        | 14日遅れ     |
| 石川県         | 石川テレビ（ITC）           | フジテレビ系列 | 2007年9月4日 - 2007年9月20日   | 火曜 - 木曜10:00 - 10:55 | 4ヶ月半遅れ  |
| 高知県         | テレビ高知（KUTV）          | TBS系列        | 2007年10月25日 - 2008年1月31日 | 木曜18:55 - 19:49        | 半年遅れ     |
| 三重県         | 三重テレビ（MTV）           | 独立UHF局      | 2007年12月12日 -               | 水曜12:00 - 12:55        | 8ヶ月遅れ    |